# Sultan Dumalondong
Sultan Dumalondong ist eine philippinische Stadtgemeinde in der Provinz Lanao del Sur. Sie hat 11.298 Einwohner (Zensus 1. August 2015).

## Baranggays
Sultan Dumalondong ist politisch in sieben Baranggays unterteilt.
- Bacayawan
- Buta (Sumalindao)
- Dinganun Guilopa (Dingunun)
- Lumbac
- Malalis
- Pagalongan
- Tagoranao